# Nidderau
Nidderau (pronunciación en alemán: /ˈnɪdɐʔaʊ̯/ⓘ) es un municipio situado en el distrito de Main-Kinzig, en el estado federado de Hesse (Alemania). Su población estimada a finales de 2022 era de 20 700 habitantes.
Se encuentra ubicado al sureste del estado, a poca distancia al norte del estado de Baviera y del río Meno, uno de los principales afluentes del Rin.

## Galería

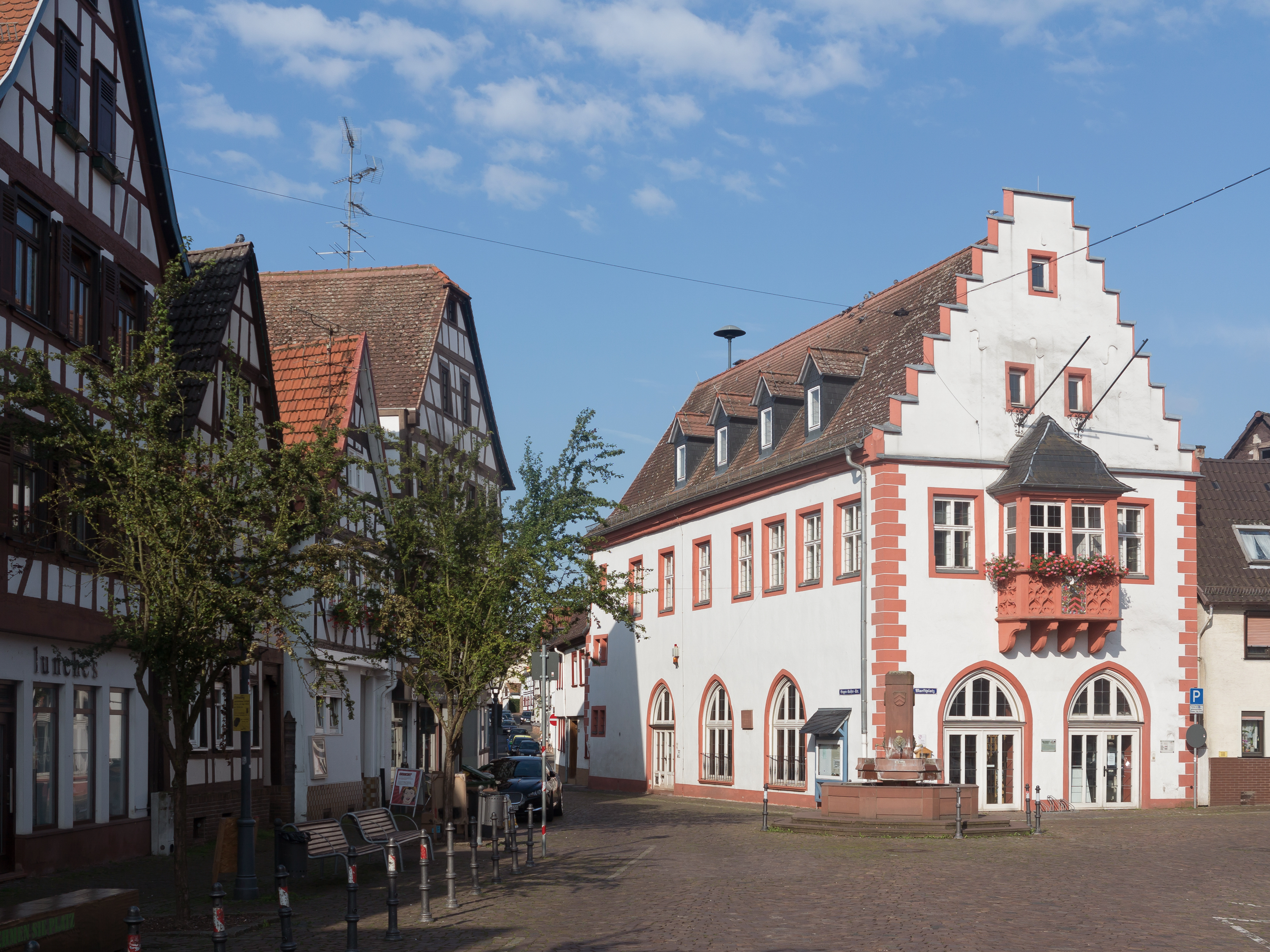
Windecken, el ayuntamiento
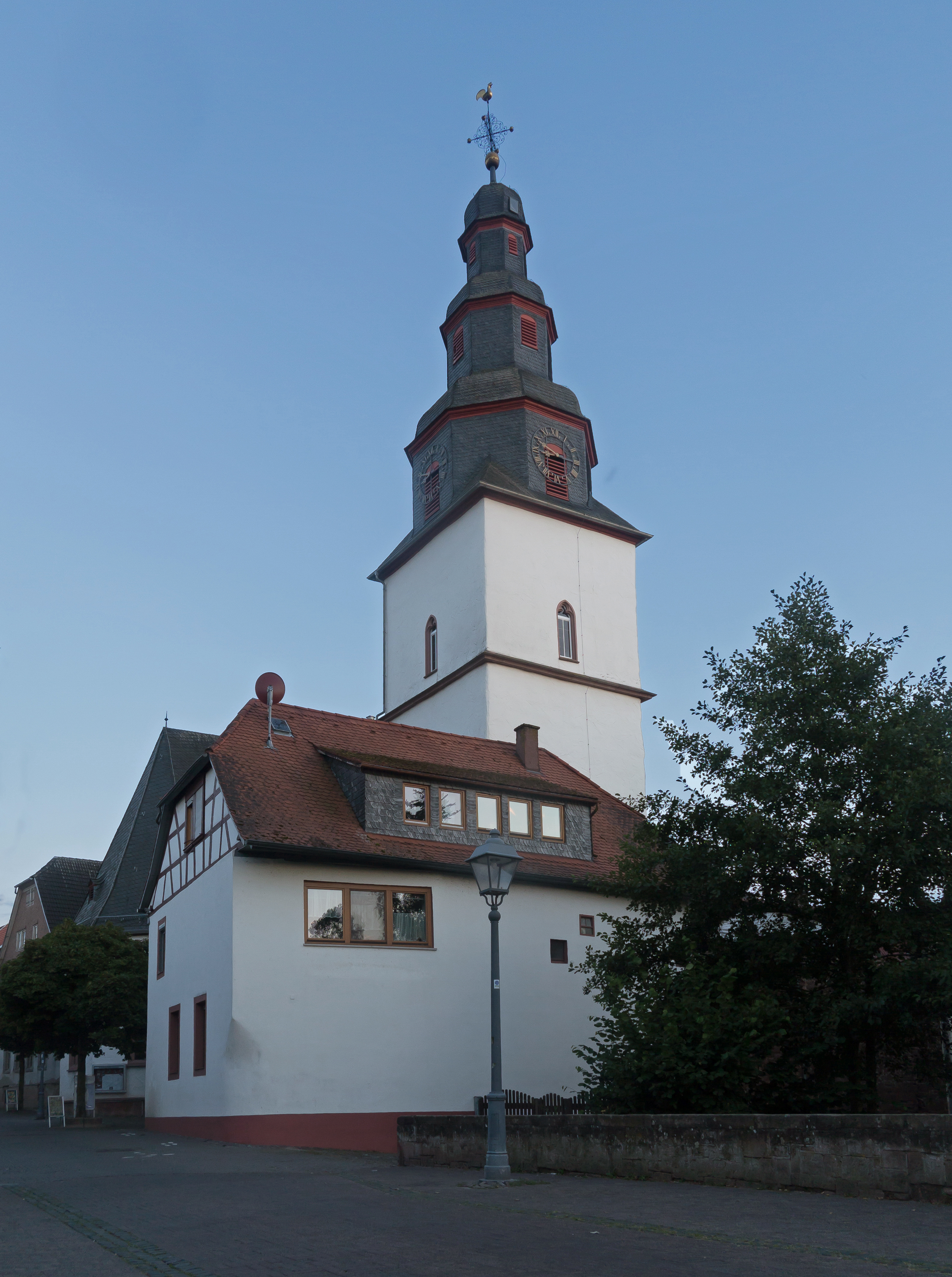
Windecken, la iglesia (Stiftskirche)
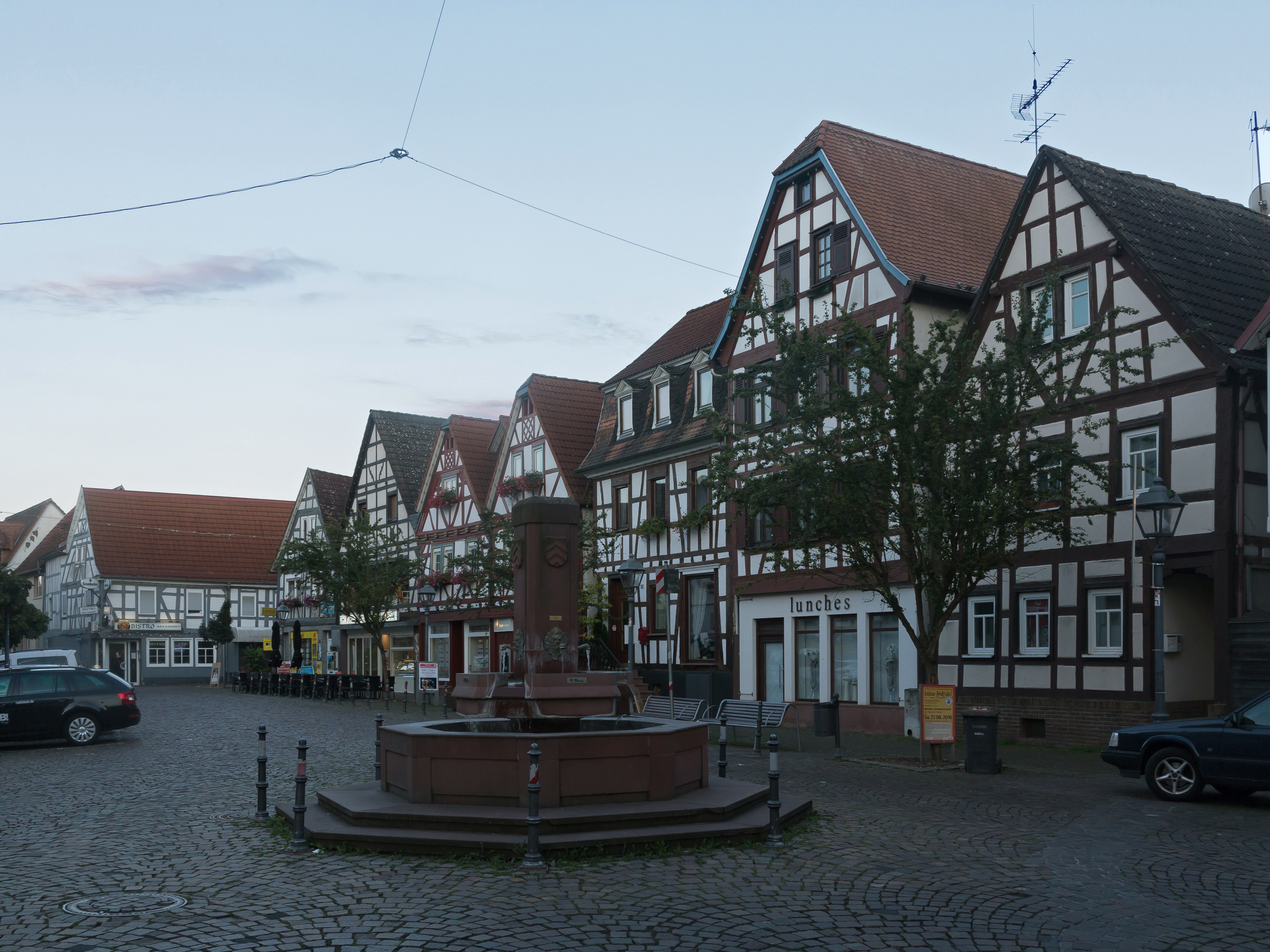
Windecken, vista en la calle (Marktplatz)
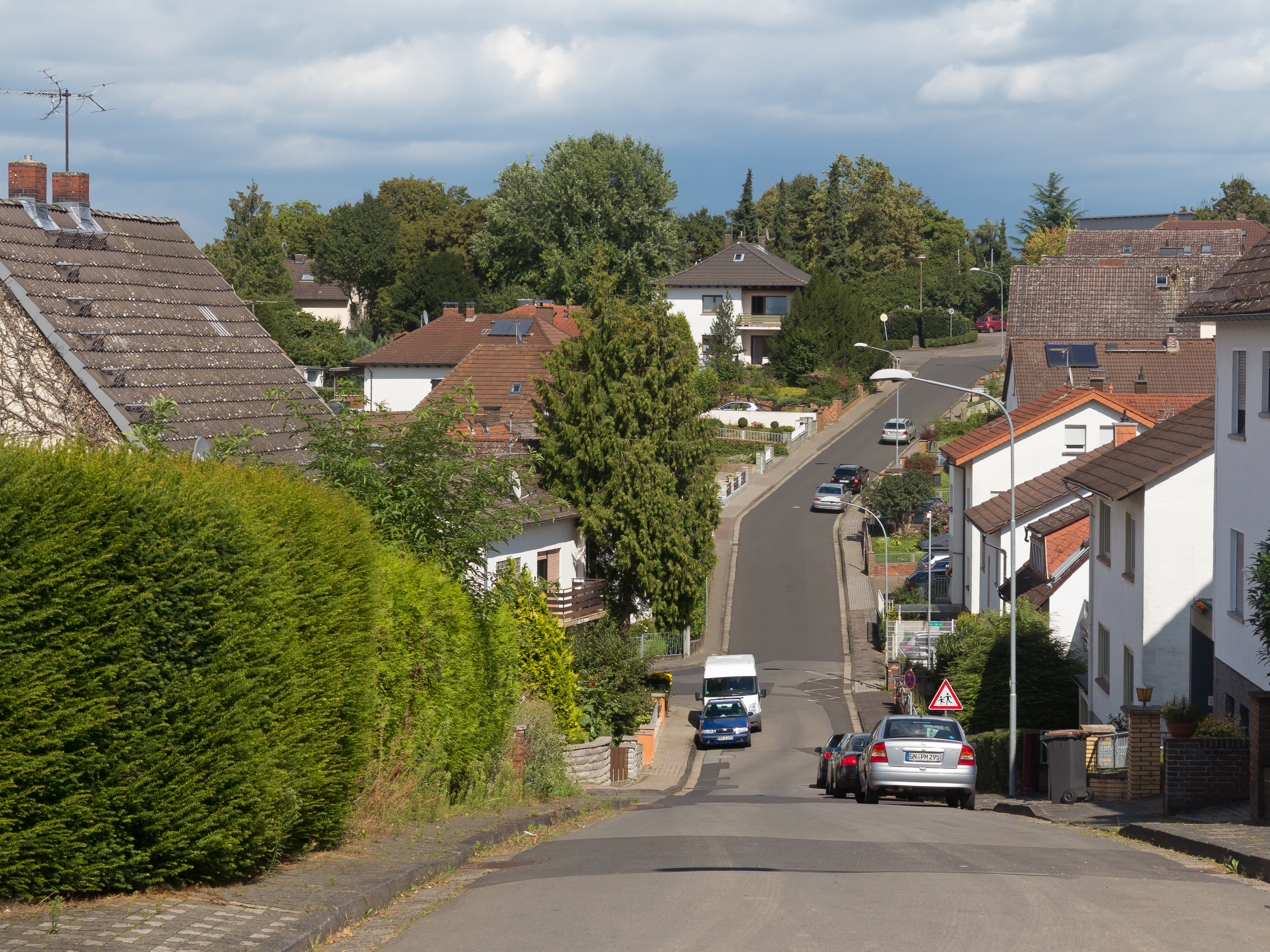
Windecken, vista en la calle (Pestalozzistrasse)